# Фонтне пре Шаблис
Фонтне пре Шаблис (фр. Fontenay-près-Chablis) насеље је и општина у источном делу централне Француске у региону Бургоња, у департману Јон која припада префектури Осер.
По подацима из 2011. године у општини је живело 136 становника, а густина насељености је износила 26,93 становника/km². Општина се простире на површини од 5,05 km². Налази се на средњој надморској висини од 210 метара (максималној 257 m, а минималној 143 m).

## Демографија
| 1962. | 1968. | 1975. | 1982. | 1990. | 1999. | 2011. |
| ----- | ----- | ----- | ----- | ----- | ----- | ----- |
| 175   | 178   | 177   | 164   | 144   | 138   | 136   |

График промене броја становника у току последњих година